# Kersantit

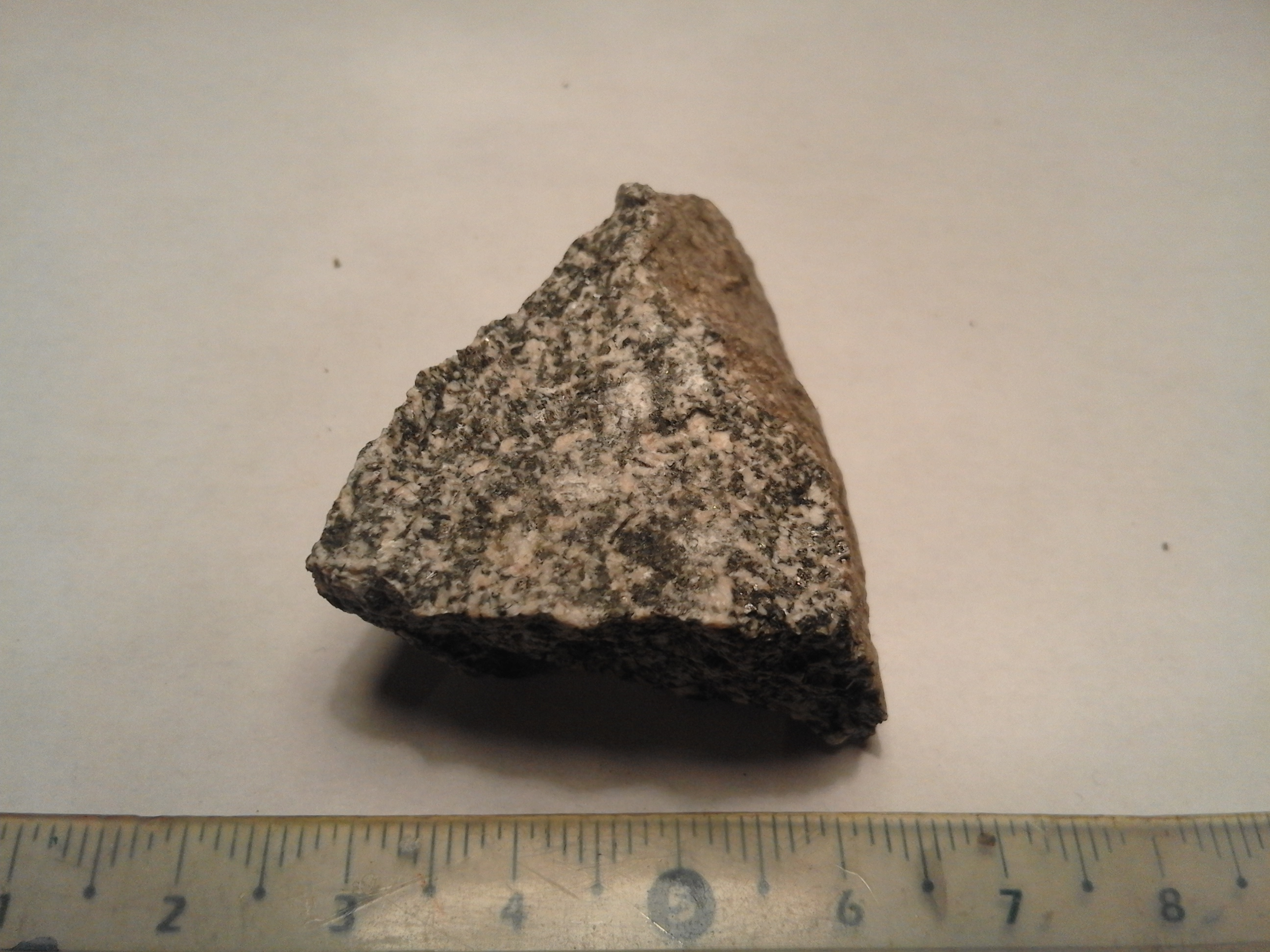
Kersantit von Kersanton bei Brest

Kersantit ist ein subvulkanisches Gestein aus der Gruppe der shoshonitischen Lamprophyre mit Biotit, Hornblende und Augit, bei dem der Anteil an Plagioklas in der Grundmasse deutlich höher als der Anteil an Orthoklas ist. Die grünen oder braunen Hornblenden bilden meist gröbere Einsprenglinge in einer feinen Grundmasse. Diese Grundmasse kann neben den bereits genannten Mineralen auch Quarz, Apatit und Eisenoxide enthalten. Sehr oft ist der Biotit sekundär in Chlorit umgewandelt.
Der Name des Gesteins geht auf ein Vorkommen nahe dem Ort Kersanton (bei Brest in der Bretagne) zurück, wo Kersantit-Gänge das devonische Grundgebirge durchschlagen. Der Gesteinsname wurde 1851 von Achille Delesse in die Fachliteratur eingeführt.

## Chemische Zusammensetzung
| Oxid Gew. % | Kersantit Murgtal |
| ----------- | ----------------- |
| SiO2        | 55,88             |
| TiO2        | 0,99              |
| Al2O3       | 13,50             |
| Fe2O3       | 1,25              |
| FeO         | 4,54              |
| MnO         | 0,10              |
| MgO         | 9,15              |
| CaO         | 3,55              |
| Na2O        | 1,63              |
| K2O         | 4,87              |
| P2O5        | 0,77              |
| CO2         | 0,36              |
| H2O+        | 2,42              |